# Varma
Pour les articles homonymes, voir Varma (homonymie).
Varma ou compagnie d'assurance mutuelle de retraite Varma (finnois : Keskinäinen työeläkevakuutusyhtiö Varma) est une société d'assurance mutuelle, le plus grand investisseur privé en Finlande et l'une des plus importantes caisses de retraite de Finlande,,.

## Présentation
En 2017, Varma a versé 5,5 milliards d'euros de retraite à 342 600 personnes.
Fin 2017, 537 240 personnes sont assurées par Varma.
Varma assuré la couverture de retraite d'environ 880 000 finlandais.

## Actionnariat
En 2017, le 15 actionnariats principaux de Varma sont:
| Société             | Actions    | %      |
| ------------------- | ---------- | ------ |
| Sampo Oyj           | 1 368,6 M€ | 5,35 % |
| Wärtsilä Oyj Abp    | 538,1 M€   | 5,2%   |
| Kojamo Oyj          | 343,2M€    | 16,98% |
| Nordea Bank AB      | 301,3 M€   | 0,74%  |
| Nokia Oyj           | 222,5 M€   | 0,98%  |
| Kone Oyj            | 181,7 M€   | 0,83%  |
| Terveystalo Oyj     | 170,9 M€   | 15,01% |
| Elisa Oyj           | 169,6 M€   | 3,10%  |
| Nokian Renkaat Oyj  | 142,2 M€   | 2,75%  |
| Stora Enso Oyj      | 131,7 M€   | 1,27%  |
| Huhtamäki Oyj       | 128,8 M€   | 3,42%  |
| Technopolis Oyj     | 125,8 M€   | 19,04% |
| Metsä Board Oyj     | 122,8 M€   | 4,85%  |
| Atrium Ljungberg AB | 107,3 M€   | 6,09%  |
| Metso Oyj           | 105,3 M€   | 2,46%  |